# Sulfasalazine
La sulfasalazine (commercialisée sous le nom de salazopyrine) est un anti-inflammatoire intestinal, développée par la chimiste suédoise Nanna Svartz dans les années 1940 pour traiter la polyarthrite rhumatoïde.

## Indications
La sulfasalazine est prescrite pour le traitement des maladies inflammatoires de l'intestin, parmi lesquelles la maladie de Crohn. Elle est également indiquée pour le traitement de la polyarthrite rhumatoïde et d'autres polyarthrites inflammatoires.

## Pharmacologie
La sulfasalazine peut être considérée comme une prodrogue, issue de la combinaison d'une molécule de sulfapyridine avec une molécule de mesalazine (aussi connue sous le nom de 5-ASA).
Environ 90% de la dose de sulfasalazine atteint le colon, où la plus grosse partie est métabolisée par les bactéries en sulfapyridine et mesalazine. Les deux métabolites libérés sont actifs mais ont des profils d'absorption différents: la sulfapyridine est majoritairement absorbée (et est ensuite métabolisée par hydroxylation ou glucuronoconjugaison, ou éliminée sous forme inchangée dans les urines) alors qu'une part non négligeable de mesalazine reste dans le colon (la partie absorbée étant acétylée ou éliminée inchangée dans les urines).
Le mécanisme d'action n'est pas complètement élucidé, mais il apparaît que la sulfasalazine et ses métabolites ont des propriétés immunosuppressives, antibactériennes (surtout via la sulfapyridine qui est un sulfamide antibactérien) et anti-inflammatoires (surtout via le 5-ASA, qui appartient à la famille des salicylés).
La sulfasalazine  est un inhibiteur connu du NF-κB qui peut inhiber l'expression  du récepteur de type Toll 4, de  MyD88 et de NF-κB p65 induite par l' acide trinitro-benzène-sulfonique .

## Effets secondaires
Dans le cadre d'un usage chronique, ce médicament est parfois connu pour être à l'origine de pneumopathies infiltrantes diffuses, mais d'incidence (atteinte restrictive) généralement mineure.    

## Divers
La sulfasalazine fait partie de la liste des médicaments essentiels de l'Organisation mondiale de la santé (liste mise à jour en avril 2013).
En France, la Haute Autorité de Santé a révisé ses recommandations en 2019 au sujet de la sulfasalazine: si elle a maintenu un niveau d'intérêt clinique important dans la polyarthrite rhumatoïde, elle a jugé son intérêt clinique insuffisant dans le traitement de la maladie de Crohn et préconisé son déremboursement dans cette indication ("en raison d'une efficacité non démontrée versus placebo et de ses effets indésirables"). Son intérêt clinique est désormais jugé faible dans la rectocolite hémorragique ("en raison de son profil de tolérance moins favorable que celui des autres aminosalicylés" en particulier les différentes formes galéniques de 5-ASA qui permettent une libération du principe actif dans les parties distales de l'intestin).   